# Björn Söder

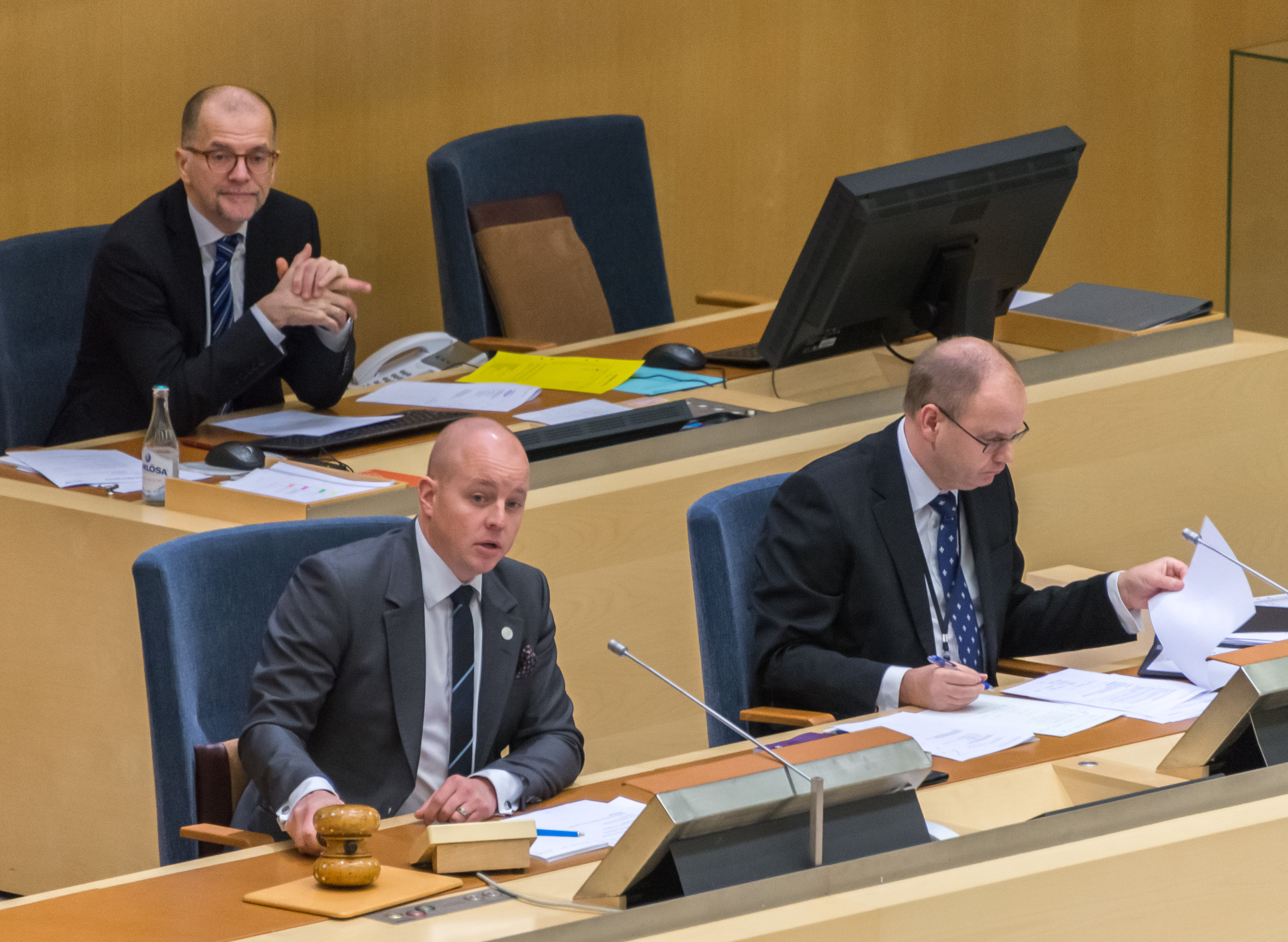
Vice talman Björn Söder under budgetomröstningen i december 2014.

Björn Olof Söder, född 3 januari 1976 i Väsby församling i Malmöhus län, är en svensk politiker (sverigedemokrat). Han är ordinarie riksdagsledamot sedan 2010, invald för Skåne läns norra och östra valkrets (sedan 2018), var riksdagens andre vice talman 2014–2018, Sverigedemokraternas gruppledare i riksdagen 2010–2014 och Sverigedemokraternas partisekreterare 2005–2015.
Söder är ledamot i Kristianstads kommunfullmäktige sedan 2015. Han har tidigare varit ledamot och gruppledare för partiet i Region Skånes fullmäktige, och ledamot i regionstyrelsen för samma region.

## Biografi

### Yrkeserfarenhet
Söder lämnade värnplikten på K3 med fänriks grad 1998. Före sitt inträde i riksdagen arbetade Söder inom livsmedelsindustrin, bland annat som projektanställd vid Skånemejerier där han reviderade och utvecklade kontrollprogram, och som technical management assistant vid Unilever. 2004 avlade han civilingenjörsexamen inom kemiteknik vid Lunds tekniska högskola.

### Kyrkopolitik
Söder var ledamot i Lunds stiftsfullmäktige inom Svenska kyrkan från 2001 till 2009. Från 2005 till 2009 var han ledamot i Svenska kyrkans kyrkomöte, men har senare utträtt ur Svenska kyrkan.

### Politisk karriär
Söder gick med i Framstegspartiet 1991 men lämnade partiet 1994 efter interna stridigheter och gick istället med i Sverigedemokraterna. Han blev invald som ersättare i partistyrelsen 1997 och i partiets verkställande utskott 2001. Vid riksårsmötet 2003 valdes han till vice partiledare och 2005 utsågs han till partisekreterare.
Från 1998 till 2002 var han invald som ledamot i Höörs kommunfullmäktige. 
Han var ledamot i Helsingborgs kommunfullmäktige från 2006 till 2010. Därtill har han varit ledamot och gruppledare i Skånes regionfullmäktige samt ledamot i Polisstyrelsen i Skåne. Han är sedan 2015 ledamot i Kristianstads kommunfullmäktige. 
På Sverigedemokraternas lista inför riksdagsvalet i Sverige 2010 placerades Söder på andra plats, efter partiledaren Jimmie Åkesson. Under mandatperioden 2010–2014 var Söder partiets gruppledare i riksdagen.
Söder utsågs efter valet 2014 till riksdagens andre vice talman. Efter valet 2018 kandiderade Söder för en ny period, men förlorade uppdraget när de rödgröna partierna, som ansåg att Söder var olämplig för posten, röstade för Vänsterpartiets Lotta Johnsson Fornarve. Fornarve fick 149 röster mot 82 för Söder medan 117 ledamöter röstade blankt.
Björn Söder avgick den 26 februari 2015 från sitt tio år långa uppdrag som partisekreterare för Sverigedemokraterna efter ett beslut som togs den 26 januari.
För sina insatser för att stärka banden mellan Sverige och Armenien tilldelades Björn Söder den 17 juli 2021 Armeniens högsta civila utmärkelse, Mkhitar Gosh-medaljen av Armeniens Sverigeambassadör Alexander Arzoumanian. Samtidigt tilldelades partivännen Markus Wiechel, den moderate riksdagsledamoten Arin Karapet och UD-medarbetaren Martin Brozek armeniska parlamentets hedersmedalj för deras insatser att stärka de diplomatiska banden mellan länderna.

### Politiska ståndpunkter
Söder har i sin blogg på SD-Kuriren under lång tid yttrat sig i en rad politiska och samhällsrelaterade frågor, bland annat angående homosexualitet. I ett uppmärksammat blogginlägg 2007 kallade han homosexualitet för en sexuell avart och jämförde homosexualitet med tidelag och pedofili. Björn Söder har själv menat att kritiken var riktad mot Pridefestivalen och sexualiseringen i samhället och inte mot homosexualitet i sig, men vidhöll att det var en avart och onormalt.
Björn Söder förklarade i en radiointervju 25 mars 2009 att han stödjer dödsstraff. Han förtydligade samtidigt att han gör det som privatperson och att han i sin roll som partisekreterare stödjer Sverigedemokraternas ståndpunkt mot dödsstraff.
Björn Söder uttrycker, som många av sina partikollegor, att assimilering av invandrare inte bara skall handla om att bli "svenska medborgare" utan även att "tillhöra etniska gruppen svenskar".[källa behövs] Han uppmärksammades för en intervju i december 2014 där han menade att samer, tornedalingar, judar och kurder med svenskt medborgarskap som inte assimilerats inte är svenskar, utan tillhör separata "nationer" inom Sverige, vilket i sig inte behöver ses som något problem, men att det blir problematiskt med för många "nationer" i nationalstaten. I senare intervjuer erkänner Björn Söder de fem nationella minoriteternas rättigheter i Sverige, och menar att assimilationskraven inte gäller dem.
Söders uttalande om skillnaderna mellan judar och etniska svenskar uppmärksammades bland annat av Simon Wiesenthal Center som ett av årets grövsta antisemitiska uttalanden.

## Utmärkelser
- Mkhitar Gosh-Medaljen från Armeniens president 2021.[13]
- Certificate of Appreciation från Klement Gu Taiwans diplomatiska representant i Sverige[21]